# Страва у Улици брестова 7: Нови и последњи кошмар
Страва у Улици брестова 7: Нови и последњи кошмар (енгл. A Nightmare on Elm Street 7: New and Final Nightmare) амерички је хорор филм из 1994. и последњи наставак филмског хорор серијала Страва у Улици брестова, у коме главна протагонисткиња Ненси Томпсон коначно убија Фредија Кругера. Филм је режирао Вес Крејвен у продукцији компаније New Line Cinema, са Хедер Лангенкамп, Робертом Инглундом и Миком Хјузом у главним улогама.
Филм је још познат и под називима: Нова ноћна мора Веса Крејвена (енгл. Wes Craven's New Nightmare), јер се Вес Крејвен, режисер оригинала из 1984, вратио у ту улога да заврши читав серијал; Уздизање (енгл. The Ascension), што је радни назив филма или Ненси се вратила/је жива (енгл. Nancy is back/alive), јер се главна протагонисткиња вратила након 3 наставка паузе, а после 3. дела је изгледало као да ју је Фреди убио.
Филм се по оценама критичара сматра најквалитетнијим уз 1. и 3. део. У њему се осим света у филму и света снова, меша и наш, стварни свет, па као што и сам слоган каже: Овога пута терор се не зауставља на екрану и са ликовима у филму мешаће се животи глумаца, режисера, али имаће и неких потпуно нових улога.
Филм је уз оригинал и Страву у Улици брестова 3: Ратници снова најуспешнији у серијалу. Наставак је Страве у Улици брестова 6: Фреди је мртав, а по времену дешавања радње, представља и наставак филма Фреди против Џејсона иако је он снимљен 9 година касније. Један од разлога је повратак многих ликова из претходних филмова, а други што се Вес Крејвен вратио у улогу режисера и потпуно избрисао комичну црту коју су серијалу давали претходна 2 филма, тако га вративши у прави хорор жанр.
Хедер Лангенкамп се по трећи пут нашла у улози финалне девојке, Ненси Томпсон, а Роберт Инглунд по седми пут у лози Фредија Кругера. Џон Саксон се такође враћа из претходних делова, али у овом филму тумачи самог себе, пошто је његов лик убијен у 3. делу.

## Радња
Након што су га у 6. делу извукли у стварни свет и уништили, Фреди се вратио у свет снова, али овога пута његов терор се неће зауставити само у оквирима филма, већ долази и до нашег, стварног света, а једина која га може зауставити је Ненси Томпсон. Због преплитања филма са стварношћу, ликови Ненси и Фредија се преплићу са животима Хедер Лангенкамп и Робарта Инглунда. У појединим сценама можемо видети да се глумици Хедер, одједном појави Ненсин светлији прамен косе, одећа јој се промени и од тада сви почињу да јој се обраћају са Ненси, иако су до тада са Хедер, то су моменти преплитања филма и стварноси.
Прошло је пуно година откако је Ненси престала да помаже у болници Вестин Хилс и одселила се у Лос Анђелес како би заборавила на све, те се и у њеном животу много тога променило. Удала са за Чејса Портера, спацијалисту за ефекте у хорор филмовима, и са њим има сина Дилана. Иако у Ненсином животу већ годинама нема ни трага ни гласа од Фредија, пре неколико дана почела је да добија узнемирујуће телефонске позиве - неко јој је непрестано рецитовао стихове из Фредијеве риме.
Осим тога услед честих земљотреса у стану су јој се појавиле пукотине у облику Фредијевих канџи. Ненси/Хедер је забринута и због чудног понашања њеног сина Дилана. Иако је прво мислила да је разлог таквог понашања гледање страшних филмова на ТВ-у убрзо је схватила да то није баш тако. Она почиње да сумња да се Фреди поново враћа и позива свог мужа Чејса да брзо дође кући с посла како би му објаснила шта се дешава. Међутим док се возио до куће Чејс је заспао, а истовремено је заспала и Ненси. Фреди је то искористио и убио Чејса, а Ненси је то видела у свом сну. Када је препознавала тело свог мужа, видела је посекотине на његовим грудима, у облику Фредијевих ножева. Сада је постала готово сигурна да се Фреди вратио.
Ненси, као глумица Хедер, одлази код режисера Веса Крејвена и исприча му све што јој се десило. Он јој каже да већ све то зна и замоли је да одигра Ненси по последњи, како би коначно уништили Фредија. Када схвати да је то једини начин да се Фреди заустави, Хедер прихвата.
Дилану се слошило када је видео како Фреди покушава да пољуби његову мајку преко телефона, као и у 1. делу и она га одводи у болницу, где би требало да остане пар дана. У међувремену Ненси се враћа кући и те исте ноћи Фреди је напада у сну, успева да је посече , али се она ипак буди због новог земљотреса. Одмах након тога одлази у болницу, да не дозволи Дилану да заспи, међутим његова докторка је позива на разговор, па она оставља његову дадиљу, Џули, поред њега и говори јој да му никако не дозволи да заспи. Ипак Дилану дају инјекцију за спавање и он заспива. Фреди тада излази из његовог сна и убија Џули. Дилан бежи све до његове куће, а и Ненси иде за њим. Ту Фреди одводи Дилана у његов свет снова, који изгледа налик на пакао. Глумици Хедер се у том тренутку одједном промени одећа, добија светлији прамен косе и тако постаје Ненси. Она попије таблете за спавање, како би ушла у Фредијев свет снова и пронашла Дилана.
Након дуге борбе са Фредијем, Ненси успева да га гурне у фуруну, спали, и тако га коначно уништи. Фредија једино може да уништи његов највећи страх, а то је поред оног да ће га сви заборавити, ватра, јер је управо њом првобитно и убијен. Када га је спалила у његовом свету снова Фреди је на кратко показао своје право лице- претвори се у ђавола и нестао. Његов свет се руши,а Ненси и Дилан се враћају у стварни свет.
На самом крају филма режисер Вес Крејвен се захваљује глумици Хедер Лангенкамп што је пристала да по последњи пут одигра Ненси и помогне јој да коначно уништи Фредија.

## Улоге
| Глумац            | Улога                      |
| ----------------- | -------------------------- |
| Хедер Лангенкамп  | Ненси Томпсон и саму себе  |
| Роберт Инглунд    | Фреди Кругер и самог себе  |
| Мико Хјуз         | Дилан Портер               |
| Џон Саксон        | самог себе                 |
| Трејси Мидендорф  | Џули                       |
| Дејвид Њусом      | Чејс Портер                |
| Френ Бенет        | др Кристина Хефнер         |
| Вес Крејвен       | самог себе                 |
| Роберт Шеј        | самог себе                 |
| Маријана Мадалена | саму себе                  |
| Сем Рабин         | самог себе                 |
| Кали Фредриксен   | Лимо, Ненсин возач         |
| Сара Рајшер       | саму себе                  |
| Клаудија Харо     | секретарица Њу лајн синема |
| Мет Винстон       | Чак                        |
| Роб Лабеле        | Тери                       |
| Вилијам Ерл Браун | дежурни у мртвачници       |
| Лин Шеј           | мед. сестра                |
| Жу Гарсија        | Ник Кори                   |
| Тјуздеј Најт      | саму себе                  |

## Слогани
- Јесам ли ти недостајао, Ненси?
- Овог пута те неће спасити то што си будан.
- Ненси се вратила.
- Овог пута се терор не звршава на екрану.
- Он се вратио и страшнији је од сваке вештице!
- Један, два, Фреди долази по тебе...